# Rezerwat przyrody Diable Skały
Diable Skały – rezerwat przyrody nieożywionej znajdujący się w obrębie miejscowości Bukowiec w województwie małopolskim, w powiecie nowosądeckim, w gminie Korzenna. Pod względem geograficznym jest to Pogórze Rożnowskie. Rezerwat obejmuje szczytowe partie wzniesienia Bukowiec (530 m) oraz grzbiet biegnący od niego w kierunku zachodnim. Utworzony został w 1953 r. w celu ochrony grup skalnych piaskowca ciężkowickiego oraz powstałej na skutek procesów tektonicznych o znacznych rozmiarach jaskini szczelinowej(Diablej Dziury w Bukowcu).
W jaskini znajdują się zimowiska nietoperzy podkowca małego i nocka dużego, a sam rezerwat leży w granicach obszaru siedliskowego sieci Natura 2000 „Ostoje Nietoperzy Okolic Bukowca” PLH120020.

## Geologia i geomorfologia
Skały zbudowane są z gruboziarnistych piaskowców zlepieńcowych. Rozrzucone są na stoku tuż pod szczytowymi partiami wzniesienia oraz na grzbiecie biegnącym od niego w kierunku zachodnim. Zbudowane są z piaskowca ciężkowickiego płaszczowiny śląskiej Karpat Zewnętrznych. Piaskowiec ten powstał w wyniku sedymentacji około 58 – 48 mln lat temu na dnie Oceanu Tetydy. W okresie polodowcowym, gdy teren po ustąpieniu lodowca nie był jeszcze pokryty roślinnością, piaskowce ulegały selektywnemu wietrzeniu. W powstaniu skał brały udział także inne czynniki: erozja, soliflukcja oraz powierzchniowe ruchy masowe. W rezultacie powstały izolowane skały mające postać baszt, ambon, grzybów skalnych, murów, stołów i progów o wysokości dochodzącej do kilkunastu metrów. Poniżej tych skał znajdują się w lesie oderwane od nich niewielkie bloki skalne.
W Diablich Skałach znajduje się jaskinia szczelinowa Diabla Dziura w Bukowcu oraz kilka mniejszych jaskiń i schronisk: Jama pod Lucyferem Pierwsza, Jama pod Lucyferem Druga, Jaskinia pod Okapem, Kapi Okap, Schronisko Diabli Most, Schronisko Filipa, Schronisko Tymoteusza, Schronisko w Grzybku, Schronisko w Omszałej Skale.

## Historia
Dla miejscowej ludności istnienie w lesie tak dużych, niemożliwych do przyniesienia rękami ludzkimi skał było niezrozumiałe. Powstała więc legenda, według której skały te przyniósł w szponach diabeł aż z Węgier. Zwiedzano je od dawna, już przed wojną wytyczono tutaj szlak turystyczny. Po wojnie, już w 1953 r. utworzono tutaj rezerwat przyrody. Jaskinia Diabla Dziura została zamknięta kratami i jej zwiedzanie wymaga zgody dyrekcji ochrony środowiska.

## Opis rezerwatu
Teren rezerwatu pokrywa las. Skałom nadano nazwy. Przez rezerwat prowadzi ścieżka dydaktyczna z 9 przystankami. Jej początek znajduje się przy drodze dojazdowej do zabytkowego drewnianego kościoła pod wezwaniem Niepokalanego Serca NMP, będącego przerobioną cerkwią przeniesioną z miejscowości Kamianna, poniżej cmentarza. Przy każdym przystanku znajduje się tablica informacyjna:
- przystanek 1 – Diabeł
- przystanek 2 – Bloki Skalne
- przystanek 3 – Dwie Skały
- przystanek 4 – punkt widokowy
- przystanek 5 – Samotna Skała (Diable Skały)
- przystanek 6 – Głaz
- przystanek 7 – jaskinia Diabla Dziura
- przystanek 8 – Grzyb
- przystanek 9 – Kapa

Wzdłuż wschodniego skraju rezerwatu przebiega oznakowany, długodystansowy szlak turystyki pieszej
 odcinek: Bobowa – Bukowiec (rezerwat Diable Skały) – Jamna
Przez rezerwat, a częściowo jego skrajem, ze wschodu na zachód biegnie szlak niebieski Jamna – Potoki.

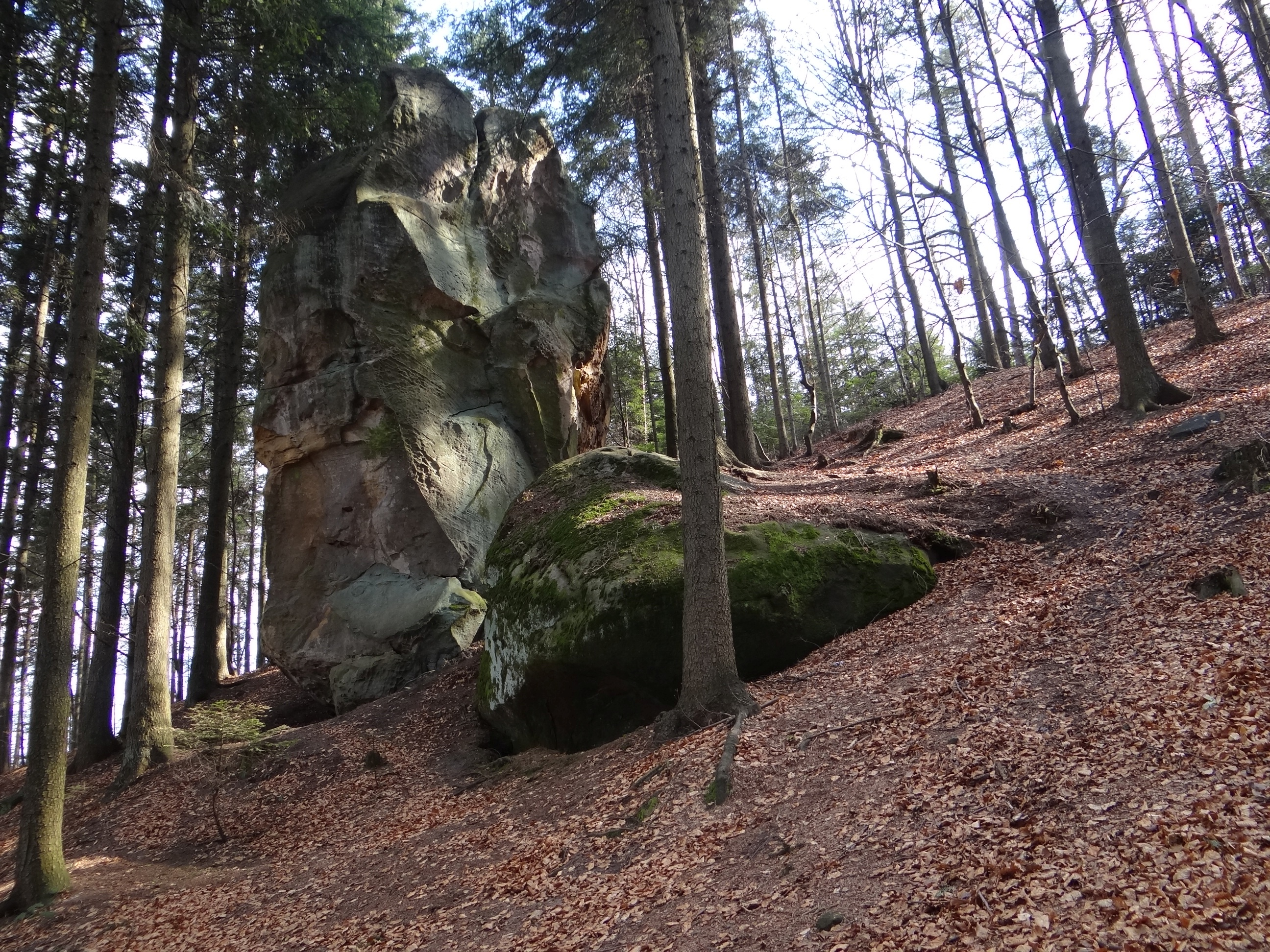
„Diabeł”
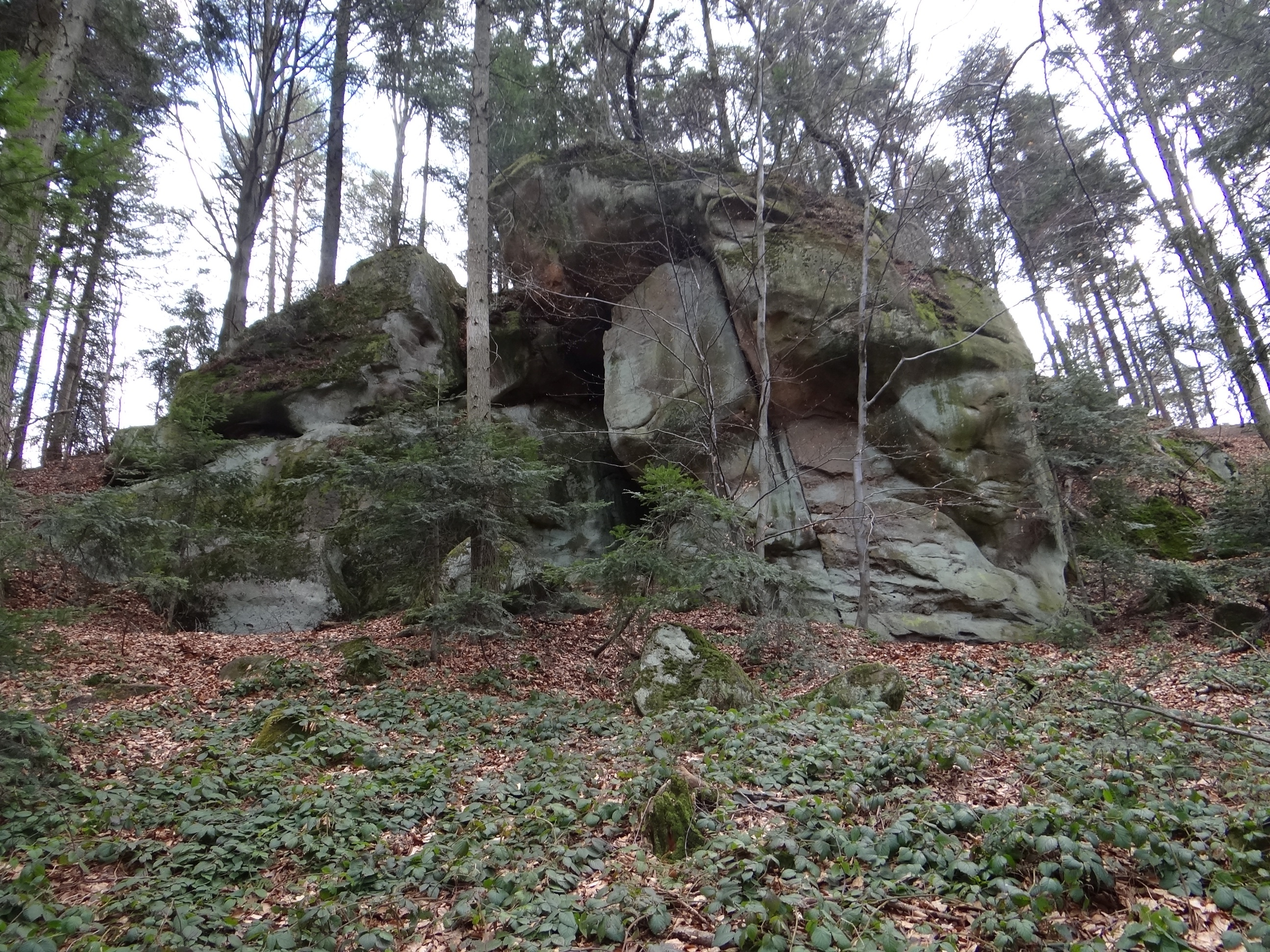
„Bloki skalne”
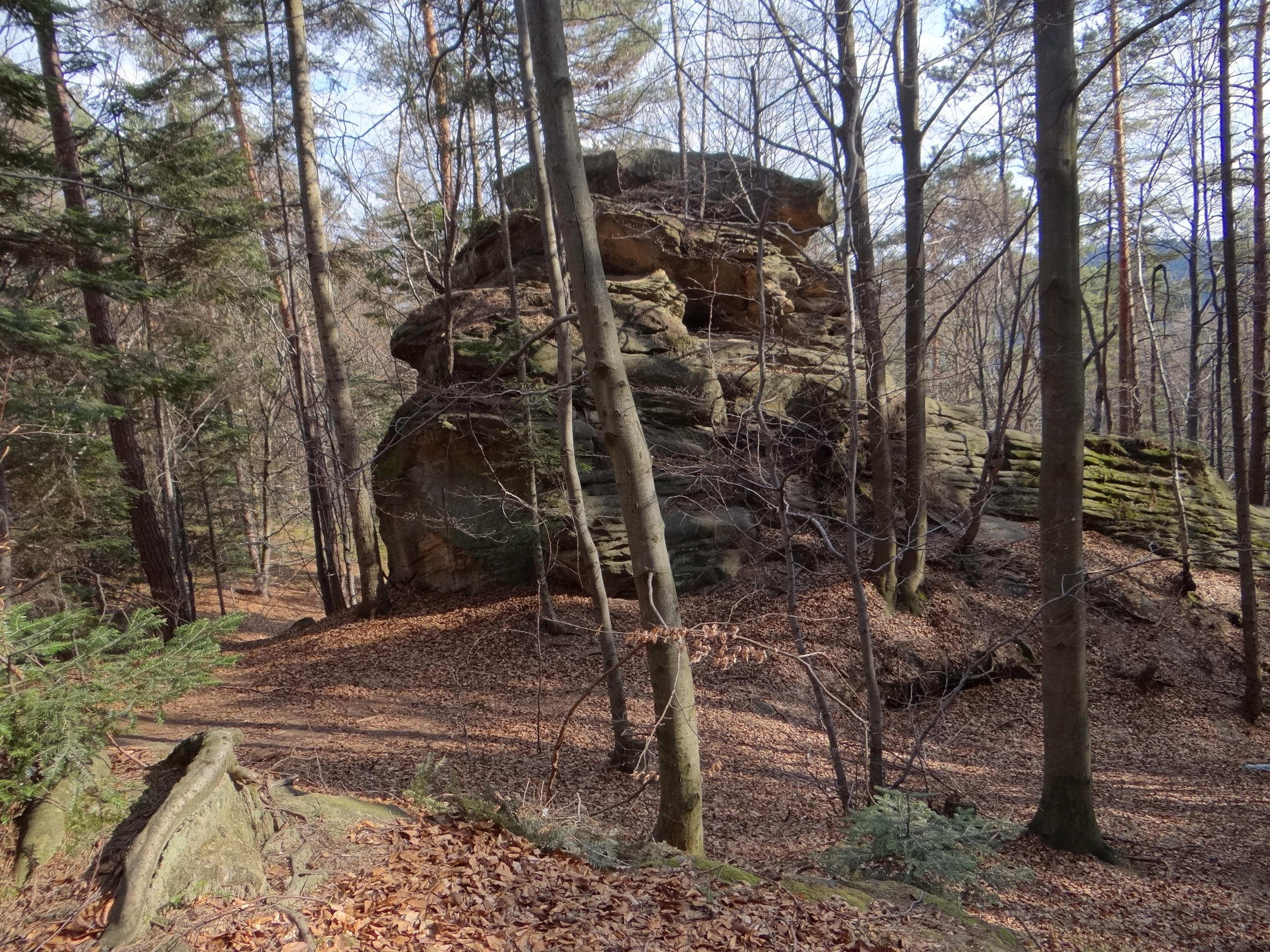
„Grzyb”
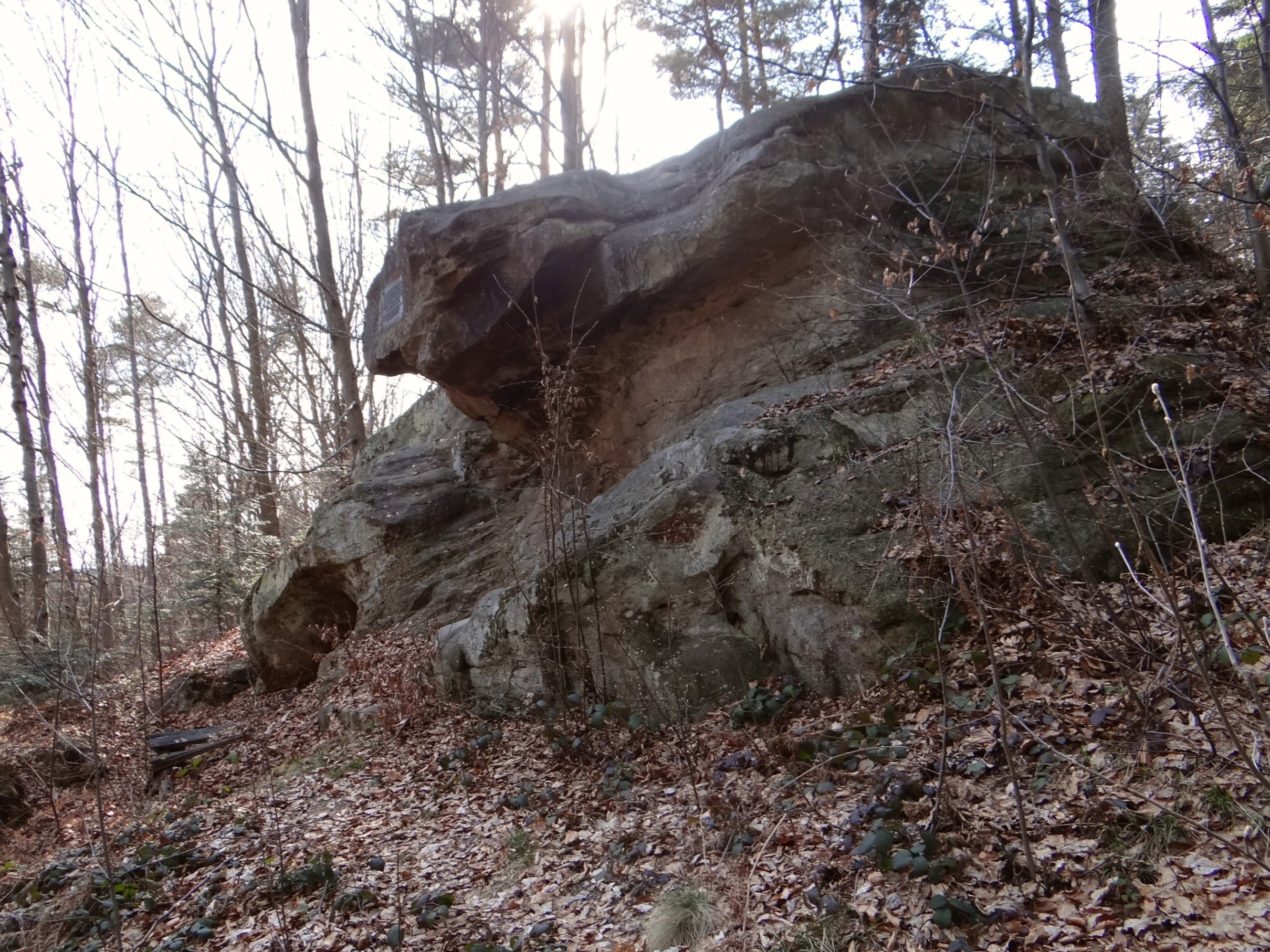
„Skała Kapa”